# Formatic Press
Formatic Press – senare känt som Dennis Förlag och Peos Förlag – var ett svenskt serieförlag. Det existerade mellan 1957 och 1981.

## Historik

### Höken, Serie-Nytt och Dennis
Formatic Press startade i Stuvsta 1957 med den veckoutgivna serietidningen Höken, vars namn syftade på huvudserien med samma namn – en översatt version av amerikanska serien "Blackhawk". Redan från början åtföljdes serien av tävlingar och medlemsklubben Hökenklubben, där läsarna kunde få medlemskort, klubbnål och chiffernyckel. Tidningen innehöll även indianserien Uncas eller i original, Kocis, från italienska förlaget Tomasina, som tillsammans med Höken var det fasta innehållet i tidningen de 32 första numren. Serietidningen hette då också Höken med Uncas.. Från och med nr 33, 1957 utökades sidantalet och förutom Höken och Uncas kom fler serier med i tidningen. Undervattensserien Rex – havets fantom, och "Veckans flygserie", där episoder ur olika amerikanska krigsserietidningar alternerade, var två av dem.
Svarte ryttaren (The Lone Rider, i original) och Snabba pilen, (Swift Arrow i original), båda från det amerikanska förlaget Farrell, var ett par av de västernserier som ingick i tidningen. Under 1958 dök det upp olika racingserier. Från nummer 20, 1958 blev krigsserien Patrull K ett fast inslag, och från nr 31, 1958 tillkom hästserien Black Fury.
Senare samma år startade man Serie-Nytt, som en direkt konkurrent till Seriemagasinet. Den innehöll bland annat västernserien Red Ryder, indianserien Ensamma Örnen och Tarzan-kopian Jim – djungelns konung.
Sommaren 1958 kom förlagets storsäljare: Dennis, med buspojken som amerikanen Hank Ketcham hade skapat 1951 och som två år senare blev en populär serietidning i USA. Precis som Höken kompletterades 'Dennis även med en klubb och tävlingar. Eventuellt som en följd av den stora satsningen på Dennis lade förlaget ned Höken-tidningen ett par månader senare, men det mesta av Hökens innehåll, inklusive medlemsklubben, överfördes till Serie-Nytt.

### Unga Hjärtan, Hoppy och storformat
1960 började man ge ut kärleksserietidningen Unga Hjärtan, med serier hämtade från amerikanska romantikmagasin. Materialet fungerade dock inte så bra på den svenska marknaden, så tidningen försvann efter ungefär ett år.
1962 introducerade Formatic Press varannveckastidningen Hoppy, där huvudserien handlade om sheriffen Hopalong Cassidy. Även den tidningen fick en egen klubb, där medlemmarna blev vicesheriffer. Tidningen utfylldes med diverse andra västernserier, bland annat Uncas.
Senare samma år introducerade förlaget en serie tidningar i storformat. Det normala formatet var A5 (148x210 mm), men de nya "stortidningarna" höll formatet 210x310 mm, det vill säga 2 cm högre än en normal A4. De var tryckta med tjockare omslag, utkom en gång i kvartalet och bestod i huvudsak av ommonterade seriestrippar avsedda för dagspress, med figurer som Blixt Gordon och Mandrake, samt mindre kända serier som Peter Falk (svenska namnet på amerikanska serien Rip Kirby) och Buzz Cooper (vars originalnamn var Buz Sawyer). Detta tillsammans med bristande marknadsföring gjorde att storformatstidningarna försvann efter mindre än två år.

### Dennis Förlag, Peos Förlag
Eugen Semitjovs serie Allan Kämpe, som ingick i stortidningssatsningen, gjorde även gästspel i Serie-Nytt. Dessutom fanns den i en egen tidning 1962-63, innan båda tidningarna lades ner 1963. Som en direkt följd av Serie-Nytts nedläggning köpte konkurrenten Centerförlaget distributionsrätten till Blackhawks och lanserade sin egen tidning Höken 1964.
Med Höken, Serie-Nytt och storformatstidningarna nedlagda, återstod bara Dennis. Formatic Press bytte namn till Dennis Förlag och koncentrerade sig på utgivningen av den titeln under resten av 1960-talet.
1969 övergick dock rättigheterna till Dennis-serien till konkurrenten Semic Press. Dennis Förlag lanserade då en ny liknande serie, Peo, tecknad av Kiki Olsen, en studiotecknare som tidigare arbetat med Dennis. Efter ett par år ändrades därför förlagets namn till Peos Förlag.
Tidningen Peo lades ned 1981. Därmed försvann även förlaget.

## Formatic Press II
1993 återupplivades dock namnet Formatic Press av serieentusiasten Roger Schaeder, som under det namnet återstartade tidningen Serie-Pressen. Den lades dock ned ett år senare efter 11 nummer, och därmed lades även förlagsnamnet Formatic Press på nytt i malpåse.